# Чапски, Стефан
Стефан Чапски (англ. Stefan Czapsky; род. 15 декабря 1950, Ольденбург, ФРГ) — американский оператор-постановщик, известный сотрудничеством с режиссёром Тимом Бёртоном в таких фильмах, как «Эдвард руки-ножницы», «Бэтмен возвращается» и «Эд Вуд» , за которые он получил несколько наград от кинокритиков.

## Ранняя жизнь и образование
Стефан Чапски родился в Ольденбурге в Западной Германии в семье украинцев, его семья эмигрировала в Соединённые Штаты, когда он был ещё младенцем, а затем поселилась в Кливленде. После учёбы в Case Western Reserve Стефан поступил в аспирантуру по кинематографии в Колумбийском университете и перебрался в Нью-Йорк.

## Карьера

### Ранняя карьера
Чапски, известный своим «широким диапазоном стилей», работал вместе с такими режиссёрами, как Тим Бёртон и Боаз Якин. Чапский зарекомендовал себя как «хамелеон операторской профессии». Окончив Case Western Reserve со степенью бакалавра гуманитарных наук и акцентом на историю кино и критику, Чапский переехал в Нью-Йорк, где поступил в аспирантуру Колумбийского университета. Там он перешёл на рабочие должности в кинопроизводстве, такие как «помощник оператора», «светооператор» и «бригадир техников» для таких постановок, как «После работы», «Мэтуон» и «Q». Сотрудничество с режиссёрами Скорсезе и Коэном открыло ему возможность снять свой первый полнометражный фильм «На грани». Снимая таких культовых звезд, как Пэм Гриер и Брюс Дерн, Чапски смог показать не «голливудские локации, а комнаты, где слышны человеческие голоса».

### Художественные фильмы
Независимый успех «На грани» помог Чапски получить роль оператора вместе с Робертом Чаппеллом в фильме Эрролла Морриса «Тонкая голубая линия». Фильм, который считается «одним из самых важных документальных фильмов, когда-либо созданных», получил различные награды за лучший документальный фильм (1988) от Нью-Йоркского кружка кинокритиков, Национального совета по обзору и ряда других. В том же году Чапски быстро изменил свой стиль для «Поцелуя вампира» Роберта Бирмана. Несмотря на провал в прокате, тёмная нью-йоркская атмосфера, запечатленная Чапски, послужила идеальным фоном для «невероятно необузданного выступления» Николаса Кейджа и помогла фильму стать культовым.
Некоторые из наиболее заметных работ Чапски основаны на его проектах вместе с режиссёром-экспрессионистом Тимом Бёртоном. Их первая совместная работа, фильм«Эдвард руки-ножницы», стала одной из самых заметных в фильмографии Бёртона. Текучесть Чапского за объективом помогла отличить сюрреалистические пригороды от тьмы изоляции Эдвардса, придав фильму «неземную» атмосферу. В 1992 году дуэт вернулся, чтобы снимать «Бэтмен возвращается» с такими громкими именами, как Майкл Китон, Мишель Пфайффер и Дэнни Де Вито. Их третий и последний проект, «Эд Вуд», стал для них самым успешным с точки зрения критиков. «Изысканно снятый в черно-белом» фильм получил премию «Оскар» за лучшую мужскую роль второго плана, « Золотой глобус» за лучший грим и причёску, а также награду за лучшую операторскую работу от Национального общества кинокритиков.
Уход Чапски от Бёртона побудил его исследовать другие стилевые направления в кино. В его следующем кинематографическом проекте 1996 года, «Матильда», он воссоединился со злодеем из «Бэтмен возвращается» Дэнни Де Вито, который взял на себя роль режиссёра. В этой классической детской картине Де Вито и Чапски работали вместе, чтобы «создать мир, который немного больше и значительно смешнее, чем жизнь».
Чапски работал с командой сценаристов и режиссёров Уилла Спека и Джоша Гордона над комедией 2007 года «Лезвия славы». Фильм с Уиллом Ферреллом и Джоном Хедером в главных ролях имел коммерческий успех, собрав 145 миллионов долларов кассовых сборов при бюджете в 53 миллиона долларов.
Затем Чапски ещё больше разнообразил свою жанровую палитру, работая с режиссёрами Боазом Якиным и Дито Монтиэлем над боевиками «Защитник» и «Бой без правил». В первом с Джейсоном Стэтхэмом в главной роли, а во втором с Ченнингом Татумом использование «изящных одиночных кадров» помогло передать острые ощущения, характерные для таких фильмов.
Начиная с 2016 года Чапски переключился на телевидение, сняв эпизоды «Оттенков синего», «Куантико» и «Бог меня зафрендил».

## Фильмография
| Год     | Заголовок                    | Директор               | Примечания                           |
| ------- | ---------------------------- | ---------------------- | ------------------------------------ |
| 1985 г. | На краю                      | Роб Нильссон           |                                      |
| 1988 г. | Тонкая синяя линия           | Эррол Моррис           | документальный; с Робертом Чаппеллом |
| 1988 г. | Поцелуй вампира              | Роберт Бирман          |                                      |
| 1989 г. | Последний поворот на Бруклин | Ули Эдель              |                                      |
| 1989 г. | Страх, тревога и депрессия   | Тодд Солондз           |                                      |
| 1989 г. | Сыновья                      | Александр Роквелл      |                                      |
| 1990 г. | Взгляд в прошлое             | Франко Амурри          |                                      |
| 1990 г. | Детские игры 2               | Джон Лафия             |                                      |
| 1990 г. | Эдвард Руки-ножницы          | Тим Бёртон             |                                      |
| 1991 г. | Краткая история времени      | Эррол Моррис           | документальный; с Джоном Бейли       |
| 1991 г. | Тёмный ветер                 | Эррол Моррис           |                                      |
| 1992 г. | Бэтмен возвращается          | Тим Бёртон             |                                      |
| 1992 г. | Прелюдия к поцелую           | Норман Рене            |                                      |
| 1994 г. | Эд Вуд                       | Тим Бёртон             |                                      |
| 1996 г. | Матильда                     | Дэнни Де Вито          |                                      |
| 2003 г. | Пуленепробиваемый монах      | Пол Хантер             |                                      |
| 2007 г. | Лезвия славы                 | Уилл Спек, Джош Гордон |                                      |
| 2009 г. | Бой без правил               | Дито Монтьель          |                                      |
| 2012    | Защитник                     | Боаз Якин              |                                      |
| 2015    | Макс                         | Боаз Якин              |                                      |

Телевидение
- Оттенки синего (2016-17)
- Квантико (2017-18)
- Бог меня зафрендил (2018)
- Великий уравнитель (2021)